# بنگان (رابر)
بنگان روستایی در دهستان رابر بخش مرکزی شهرستان رابر استان کرمان ایران است.

## جمعیت
بر پایه سرشماری عمومی نفوس و مسکن در سال ۱۳۹۵ جمعیت این مکان ۹ نفر (۴خانوار) بوده‌است.